# Silvio et les Autres
Pour les articles homonymes, voir Loro.
Pour plus de détails, voir Fiche technique et Distribution.
Silvio et les Autres (Loro) est un film biographique franco-italien coécrit et réalisé par Paolo Sorrentino, sorti en 2018. 
Dans ce film, Paolo Sorrentino brosse un portrait acide et sulfureux de Silvio Berlusconi. Il est diffusé en Italie en deux parties : Loro 1 et Loro 2, ramenées à une seule en France.

## Synopsis
Sergio Morra (Riccardo Scamarcio) est un jeune entrepreneur tarentin qui se sert des escort-girls sous ses ordres pour corrompre les hommes politiques locaux. Sergio a une relation avec Tamara (Euridice Axen), mère de deux enfants. Ambitieux, le couple quitte les Pouilles pour s'installer à Rome. Sergio souhaite avant tout se rapprocher du pouvoir, et plus particulièrement de Silvio Berlusconi (Toni Servillo). Alors que Sergio tisse sa toile dans le milieu politico-économique romain, il décide de louer une villa en Sardaigne, attenante à celle de Berlusconi, pour y organiser une grande fête dans l'espoir d'attirer l'attention de ce dernier. Celui-ci vit un moment charnière de sa vie, ne parvenant pas à reconquérir le cœur de sa femme Veronica Lario (Elena Sofia Ricci) tandis que son parti, Forza Italia, a perdu le pouvoir.

## Fiche technique
- Titre original : Loro
- Titre français : Silvio et les Autres
- Réalisation : Paolo Sorrentino
- Scénario : Paolo Sorrentino et Umberto Contarello
- Montage : Cristiano Travaglioli
- Musique : Lele Marchitelli
- Photographie : Luca Bigazzi
- Production : Francesca Cima et Nicola Giuliano
- Sociétés de production : Indigo Film, Pathé et France 2 Cinéma
- Société de distribution : Pathé
- Langue originale : italien
- Pays :  Italie
- Format : couleur
- Genre : biopic
- Durée :
  - Loro 1 : 104 minutes
  - Loro 2 : 100 minutes
  - Silvio et les autres : 158 minutes
- Dates de sortie :
  - Italie : 24 avril 2018 (Loro 1[2]) ; 10 mai 2018 (Loro 2[3])
  - France : 31 octobre 2018

## Distribution
- Toni Servillo (VF : Gabriel Le Doze) : Silvio Berlusconi et Ennio Doris
- Elena Sofia Ricci (VF : Micky Sébastian) : Veronica Lario
- Riccardo Scamarcio (VF : Laurent Maurel) : Sergio Morra
- Kasia Smutniak (VF : Elisabeth Ventura) : Kira
- Euridice Axen (VF : Marion Valentine) : Tamara
- Fabrizio Bentivoglio (VF : Patrick Bonnel) : Santino Recchia
- Roberto De Francesco (VF : Vincent Schmitt) : Fabrizio Sala
- Dario Cantarelli : Paolo Spagnolo
- Anna Bonaiuto (VF : Laure Sabardin) : Cupa Caiafa
- Giovanni Esposito (VF : Patrick Simon) : Mariano Apicella
- Roberto Herlitzka (VF : Georges Claisse) : Crepuscolo
- Ricky Memphis (VF : Simon Volodine) : Riccardo Pasta
- Duccio Camerini (VF : Jean-Jacques Nervest) : Rocco Barbaro
- Yann Gael (VF : lui-même) : Michel Martinez
- Lorenzo Gioielli (VF : Antoine David-Calmet) : Sanatore Valori
- Michela Cescon (VF : Marina Moncade) : Marinella Brambilla
- Alice Pagani (VF : Pauline Ziadé) : Stella
- Ugo Pagliai : Mike Bongiorno
- Max Tortora : Martino
- Fabio Concato : lui-même
- Milvia Marigliano (VF : Camille Grandville) : Signora Partisi
- Caroline Tillette (VF : elle-même) : Violetta Saba
- Mattia Sbragia (VF : Fedele Papalia) : Fedele Confalonieri
- Vittorio Soleo : Fabione

## Réception

### Festivals
Le film n'est pas sélectionné au Festival de Cannes 2018, alors qu'il était fortement attendu,, Sorrentino étant un habitué, tous ses films depuis Les Conséquences de l'Amour sont en compétition. Thierry Frémaux cite[Quoi ?] l'exploitation du film, en deux parties dans sa version italienne, ce qui complique sa diffusion.

### Critique
Le Figaro trouve qu'« Un parfum shakespearien flotte sur ce film colossal. » et que « Paolo Sorrentino y livre un portrait féroce de Berlusconi, campé par Toni Servillo, sans rien cacher de cette société italienne qui l'adula pendant si longtemps. »

## Récompenses et distinctions

### Récompenses
- 64e cérémonie des David di Donatello : David di Donatello de la meilleure actrice pour Elena Sofia Ricci et du meilleur coiffeur pour Aldo Signoretti[6],[7].

## Sortie vidéo
Le film sort en DVD, Blu-ray et VOD le 7 mai 2019, édité par Pathé.